# Taufik Cotran
Taufik Suliman Cotran, également orthographié Taufig Cotran ou Taufiq Cotran, né le 6 août 1926 et mort le 8 mars 2007, est un juriste du Commonwealth.

## Biographie
Né à Haïfa, en Palestine mandataire, il étudie à Londres lorsque l'État d'Israël est créé en 1948, et se trouve dans l'impossibilité de rentrer chez lui. Il poursuit donc sa carrière juridique dans divers pays du Commonwealth. Alors qu'il vit à Londres et travaille comme avocat, il est naturalisé citoyen du Royaume-Uni et des colonies en 1951.
Il travaille ensuite comme magistrat de police à Khartoum, au Soudan anglo-égyptien, et dirige la commission d'enquête sur la mutinerie des Forces de défense soudanaises d'août 1955 à Torit, Djouba, Yei et Maridi, au début de la première guerre civile soudanaise. Il est nommé président de la Cour suprême du Lesotho en 1976 puis est nommé commandeur de l'ordre de l'Empire britannique en 1980. Il devient juge en chef de la Cour suprême du Belize en 1986. Il quitte ce poste en 1990 et George Brown lui succède l'année suivante.
Il meurt à son domicile de Burnham Beeches, en Angleterre, en 2007.